# Planète chthonienne

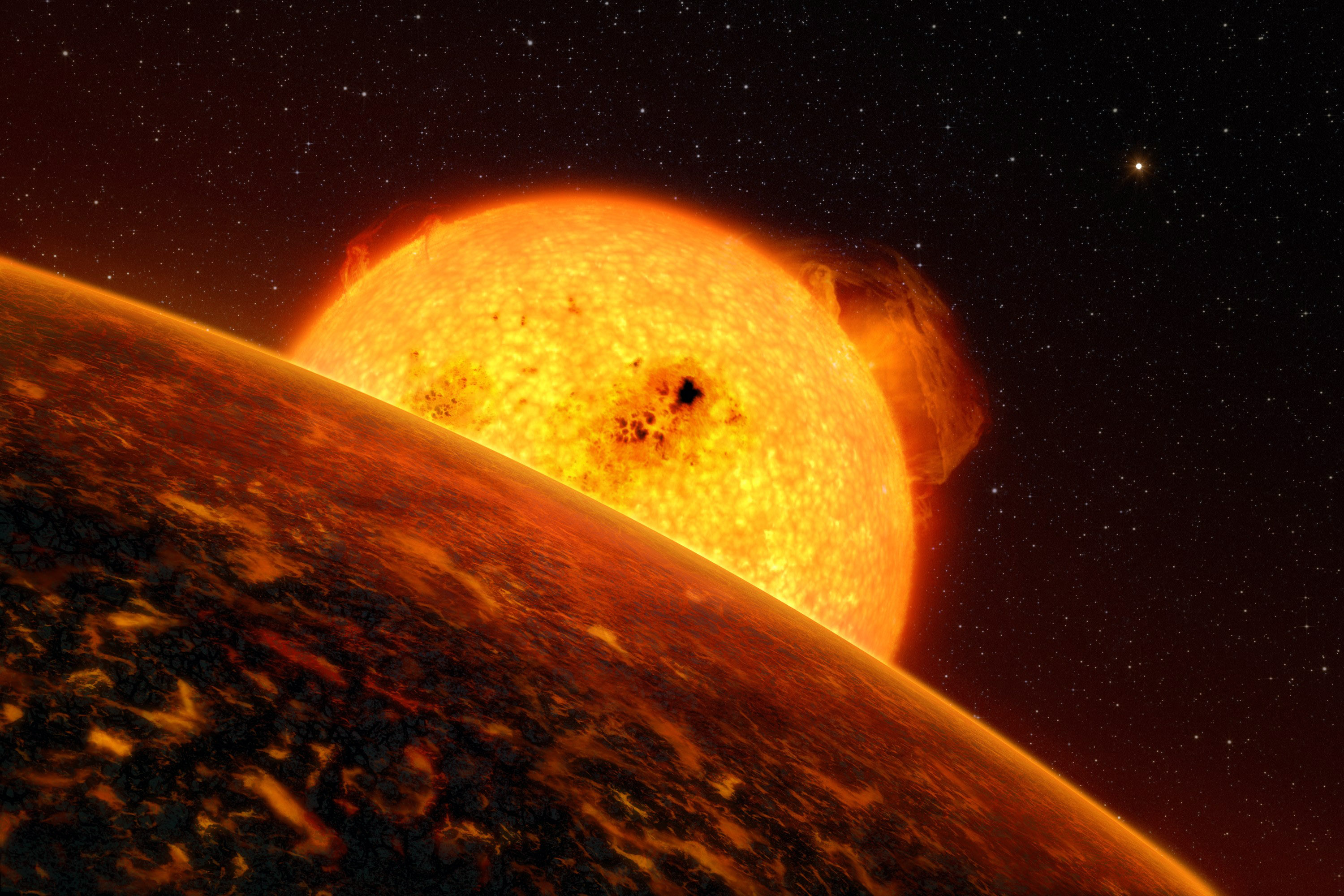
Vue d'artiste de CoRoT-7 b.

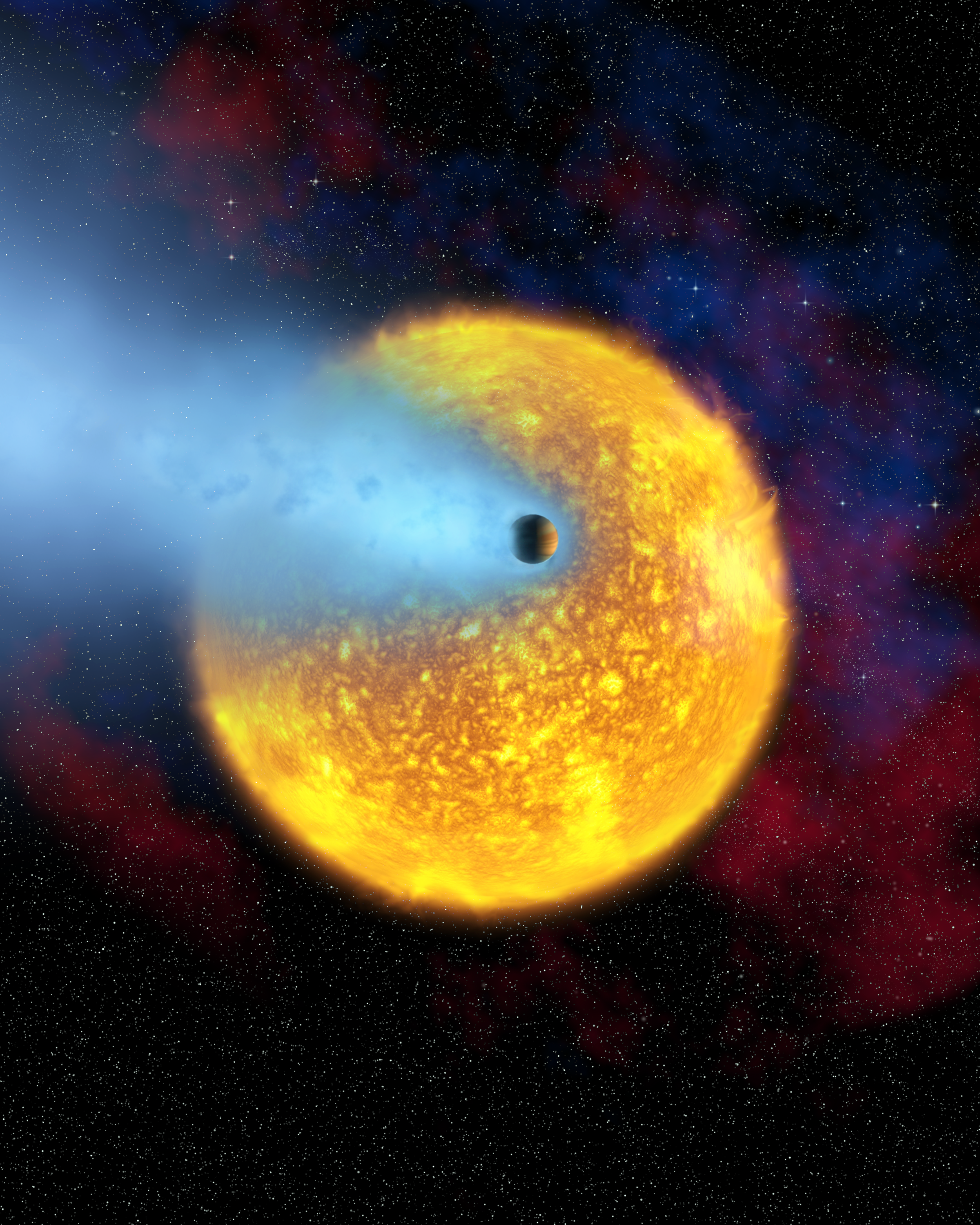
Vue d'artiste de HD 209458 b transitant devant son étoile.

Une planète chthonienne (ou chtonienne) serait le résidu planétaire d'une ancienne planète géante gazeuse de type Jupiter chaud dont l'atmosphère d'hélium et d'hydrogène se serait évaporée du fait de sa proximité avec son étoile. L'astre résultant n'est plus qu'un noyau rocheux ou métallique ressemblant à une planète tellurique sous bien des aspects. Certaines des planètes de type super-Terre pourraient n'être que des planètes chthoniennes.
Cette catégorie de planètes a été proposée après la découverte d'HD 209458 b (alias Osiris) dont l'atmosphère est en cours d'évaporation, même si elle ne devrait pas devenir une telle planète dans un proche avenir.
Certains scientifiques ont suggéré que Mercure pourrait être une planète chthonienne, mais cette position n'est guère acceptée. Aujourd'hui aucune planète de ce type n'est connue de façon certaine et cette classe reste un concept théorique.

## Terminologie
Planète chthonienne est le calque de l'anglais chthonian planet qui a été introduit, en 2003, par les astrophysiciens français Guillaume Hébrard, Alain Lecavelier des Étangs, Alfred Vidal-Madjar, Jean-Michel Désert et Roger Ferlet « en référence au dieu grec
Khthôn (sic) (“chthonien” est utilisé pour nommer les divinités grecques les plus anciennes, qui viennent du sous-sol infernal chaud, et sont à l'origine du Panthéon grec) ».

## Découvertes
L'objet CoRoT-7 b pourrait être la première planète chthonienne découverte,.
En analysant les données du satellite Kepler de la NASA sur les pulsations de l'étoile Kepler-70, une équipe d'astrophysiciens a publié dans la revue Nature du 22 décembre 2011 (édition papier) la possible découverte de telles planètes,.
En 2020, une équipe anglo-suisse a découvert et étudié le noyau d'une exoplanète géante, qui a été nommé TOI 849 b.